# Gobionotothen angustifrons
Gobionotothen angustifrons är en fiskart som först beskrevs av Fischer, 1885.  Gobionotothen angustifrons ingår i släktet Gobionotothen och familjen Nototheniidae. Inga underarter finns listade i Catalogue of Life.